# Хобрекке (геологическая формация)

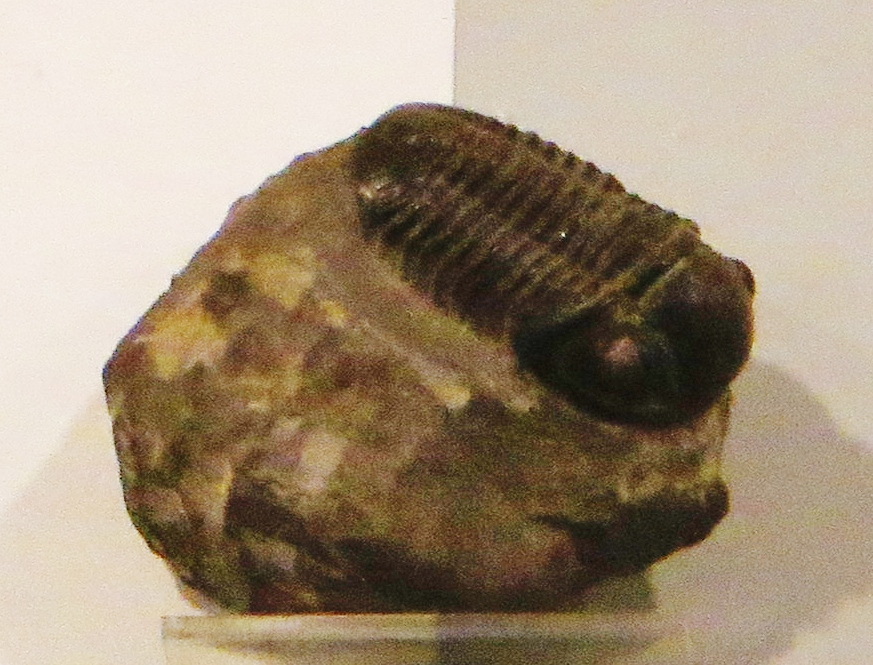
Трилобит Proetus cuvieri

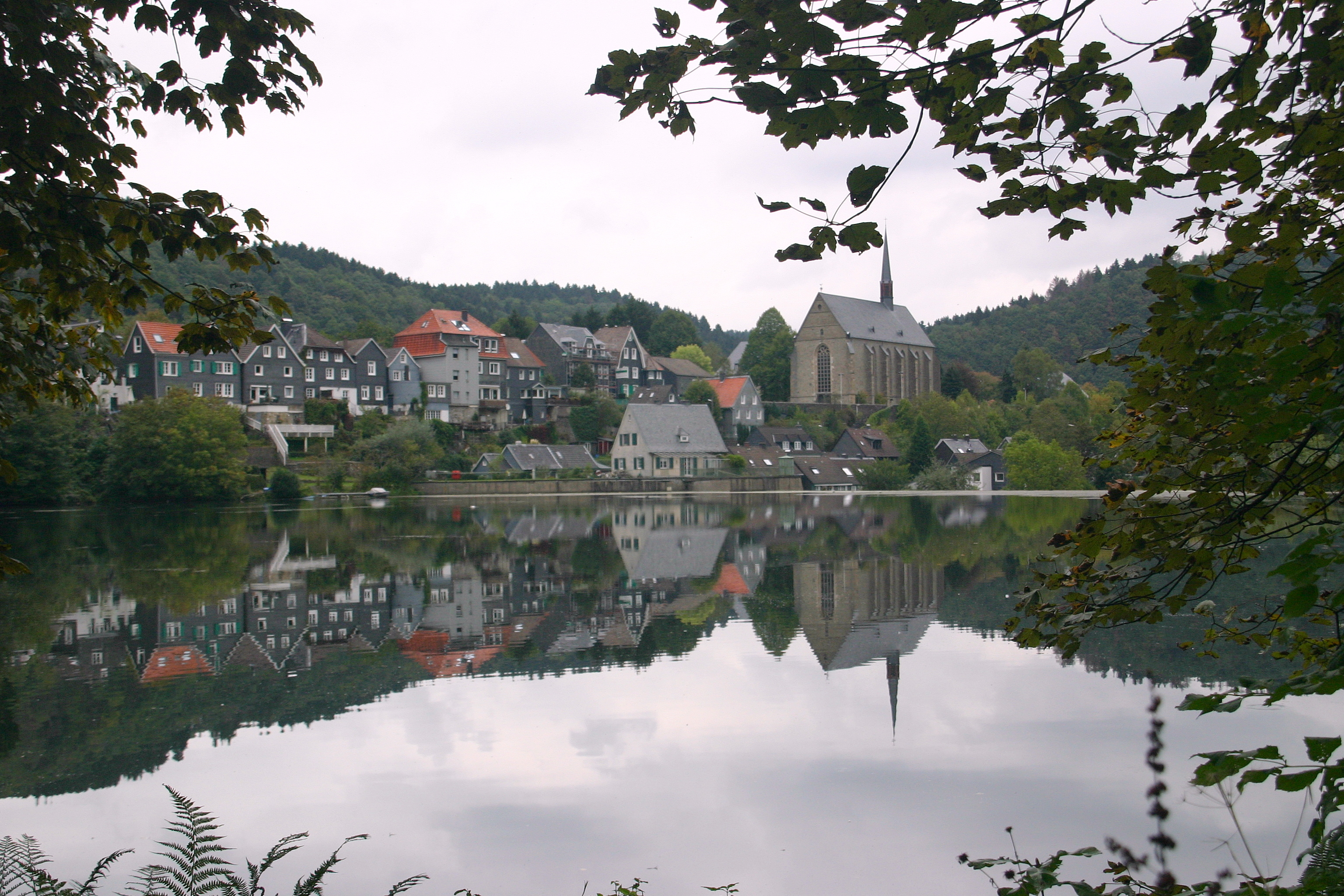
На скальном выступе формации Хобрекке выстроен Байенбург

Формация Хобрекке (нем. Hobräcke Formation) — геологическая формация, комплекс осадочных горных пород на западе Германии — в земле Северный Рейн-Вестфалия и прилегающих горных районах Бельгии. Отложения комплекса формировались на протяжении примерно 5 млн лет в промежутке между формацией Хоенхёфенер (эмсский ярус нижнего девона) и формацией Мюленберг (эйфельский ярус среднего девона).

## Название
Название происходит от населённого пункта Хобрекк в районе седловины Еббе, где был изучен один из первых опорных разрезов формации. В настоящее время Хобрекк относится к административному району Даль города Хаген

## Общие сведения
Все отложения формации Хобрекке (глинистые сланцы, песчаники, коралловые и прочие известняки) говорят о том, что в это время на указанной территории современного Северного Рейна-Вестфалии существовал морской бассейн  с незначительными глубинами, а жаркий приэкваториальный климат способствовал жизни коралловых полипов. Морской бассейн постепенно заносился осадочными породами, выносимыми реками из соседнего северного континента.
Характерный 300-метровый вертикальный профиль отложений формации Хобрекке геолог Юлиус Хеземан приводит в  следующем порядке (сверху вниз) для Гуммерсбахерской мульды:
- 90 м: известняки, мергель, рифовые строматопоратовые[6] известняки, песчанистый известняк и глинистый сланец.
- 75 м: сланцы и плотные глинистые песчаники, массивные опесчаненные известняки.
- 80 м: песчаники с  морскими банками сланца.
- 24 м: глинистые сланцы: мергель, опесчаненные известняки, глинистый сланец.
- 40 м: рифовые коралловые известняки, мергель, песчаники, илистые известняки.

В последующем тектонические движения привели к тому, что горизонтальные морские пласты формации Хобрекке были подняты над уровнем моря, смяты в складки, наклонены и разбиты трещинами и разломами на отдельные блоки, смещённые относительно друг друга.

## Характерные ископаемые
Геолог Юлиус Хеземан выделает следующие руководящие ископаемые для формации Хобрекке:
- Трилобит Proetus cuvieri[8]
- Трилобит Asteropyge heisdorffensis
- Брахиопода Hysterolites fuchsi, lateincius
- Брахиопода Spirifer elegans, undifer
- Брахиопода Pentamerus globus
- Брахиопода Athyris eifliensiensis
- Брахиопода Aulacella prisca
- Брахиопода Schizophoria schnuri
- Брахиопода Reticularia aviceps
- Брахиопода Kayseria lens
- Брахиопода Productella subaculeata
- Гастропода Merista plebeja
- Гастропод Bellerophon striatus
- Моллюск Avicula placida
- Моллюск Myalina mucronata
- Моллюск Tentaculites schlotheimi
- Acanthophyllum heterophyllum
- Cyathophyllum planum planum
- Cystiphylloides lamellosus
- Haspia devonica

## Окрестности
На горных породах формации Хобрекке высоко над долиной реки Вуппер выстроен исторический и культурный центр посёлка Байенбург (Вупперталь). Посёлок с трёх сторон омывается водами реви Вуппер, а крутые скалистые обрывы делают его почти неприступным. Это один из самых красивых участков долины реки и один из самых привлекательных районов Вупперталя. Сюда сходятся многие маркированные туристские маршруты, а по скальным ступенькам проходит паломнический Путь Иакова.